# Ukrainische Badmintonmeisterschaft
Ukrainische Meisterschaften im Badminton starteten nach dem Zerfall der Sowjetunion 1992. Die Austragung von Juniorenmeisterschaften begann im selben Jahr ebenso wie die Mannschaftsmeisterschaften. Als internationale Titelkämpfe der Ukraine werden die Kharkiv International durchgeführt. 1962 wurden in Kiew erstmals Meisterschaften der Sowjetrepublik ausgetragen.
Die Meisterschaften gingen aus der UdSSR-Meisterschaft im Badminton hervor. Nach dem Zerfall der Sowjetunion starten Aserbaidschan, Armenien, Belorussland, Estland, Georgien, Lettland, Litauen, Moldawien, Russland und die Ukraine eigene Meisterschaften innerhalb des Europäischen Badmintonverbandes BE, während Kasachstan, Kirgisien, Tadschikistan, Turkmenistan und Usbekistan eine neue Heimat im asiatischen Badmintonverband fanden.

## Die Titelträger
| Saison    | Herreneinzel          | Dameneinzel          | Herrendoppel                               | Damendoppel                             | Mixed                                     |
| --------- | --------------------- | -------------------- | ------------------------------------------ | --------------------------------------- | ----------------------------------------- |
| 1962      | Vladimir Livshitz     | Agneta Karzub        | Vladimir Livshitz Leonid Kolesnikov        | Agneta Karzub Olympiada Marcheva        | Bohdan Oliynyk Olympiada Marcheva         |
| 1963      | Vladimir Livshitz     | Agneta Karzub        | Vladimir Livshitz Leonid Kolesnikov        | Nina Myachenchenko Valentina Lytvynenko | Volodymyr Derii Agneta Karzub             |
| 1964      | Boris Barshakh        | Nina Myachenchenko   | Boris Barshakh Vyacheslav Volovnikov       | Agneta Karzub Olympiada Marcheva        | Boris Barshakh Olympiada Marcheva         |
| 1965      | Boris Barshakh        | Nina Myachenchenko   | Vladimir Livshitz Juri Yermolayev          | Irina Natarova Nina Myachenchenko       | Vladimir Livshitz Olympiada Marcheva      |
| 1966      | Viktor Shvachko       | Irina Natarova       | Nikolay Peshekhonov Boris Barshakh         | Tatyana Novikova Eleonora Kornienko     | Boris Barshakh Eleonora Kornienko         |
| 1967      | Viktor Shvachko       | Irina Natarova       | Nikolay Peshekhonov Boris Barshakh         | Irina Natarova Nina Myachenchenko       |                                           |
| 1968 1991 | keine Daten           | keine Daten          | keine Daten                                | keine Daten                             | keine Daten                               |
| 1992      | Vladislav Druzchenko  | Viktoria Evtuschenko | Vladislav Druzchenko Valeriy Strelcov      | Viktoria Evtuschenko Tatyana Litvinenko | Vladislav Druzchenko Viktoria Evtuschenko |
| 1993      | Vladislav Druzchenko  | Elena Nozdran        | Vladislav Druzchenko Valeriy Strelcov      | Viktoria Evtuschenko Tatyana Litvinenko | Valeriy Strelcov Viktoria Evtuschenko     |
| 1994      | Vladislav Druzchenko  | Elena Nozdran        | Valeriy Strelcov Konstantin Tatranov       | Viktoria Evtuschenko Elena Nozdran      | Vladislav Druzchenko Viktoria Evtuschenko |
| 1995      | Vladislav Druzchenko  | Elena Nozdran        | Valeriy Strelcov Konstantin Tatranov       | Viktoria Evtuschenko Elena Nozdran      | Vladislav Druzchenko Viktoria Evtuschenko |
| 1996      | Vladislav Druzchenko  | Elena Nozdran        | Valeriy Strelcov Konstantin Tatranov       | Viktoria Evtuschenko Elena Nozdran      | Vladislav Druzchenko Viktoria Evtuschenko |
| 1997      | Vladislav Druzchenko  | Elena Nozdran        | Valeriy Strelcov Konstantin Tatranov       | Viktoria Evtuschenko Elena Nozdran      | Vladislav Druzchenko Viktoria Evtuschenko |
| 1998      | Vladislav Druzchenko  | Elena Nozdran        | Valeriy Strelcov Konstantin Tatranov       | Viktoria Evtuschenko Elena Nozdran      | Valeriy Strelcov Elena Nozdran            |
| 1999      | Vladislav Druzchenko  | Elena Nozdran        | Valeriy Strelcov Konstantin Tatranov       | Viktoria Evtuschenko Elena Nozdran      | Vladislav Druzchenko Viktoria Evtuschenko |
| 2000      | Vladislav Druzchenko  | Elena Nozdran        | Dmitriy Miznikov Dmitriy Slavgorodskiy     | Natalia Golovkina Natalia Esipenko      | Vladislav Druzchenko Viktoria Evtuschenko |
| 2001      | Vladislav Druzchenko  | Elena Nozdran        | Vladislav Druzchenko Konstantin Tatranov   | Elena Nozdran Irina Koloskova           | Vladislav Druzchenko Elena Nozdran        |
| 2002      | Vladislav Druzchenko  | Elena Nozdran        | Vladislav Druzchenko Valeriy Strelcov      | Elena Nozdran Larisa Griga              | Vladislav Druzchenko Elena Nozdran        |
| 2003      | Vladislav Druzchenko  | Natalia Golovkina    | Vladislav Druzchenko Micailo Mizin         | Larisa Griga Oleksandra Bardakova       | Vladislav Druzchenko Elena Nozdran        |
| 2004      | Vladislav Druzchenko  | Elena Nozdran        | Micailo Mizin Valeriy Strelcov             | Elena Nozdran Larisa Griga              | Vladislav Druzchenko Elena Nozdran        |
| 2005      | Vladislav Druzchenko  | Elena Nozdran        | Vladislav Druzchenko Micailo Mizin         | Elena Nozdran Larisa Griga              | Vladislav Druzchenko Elena Nozdran        |
| 2006      | Vladislav Druzchenko  | Elena Nozdran        | Vladislav Druzchenko Micailo Mizin         | Elena Nozdran Larisa Griga              | Vladislav Druzchenko Elena Nozdran        |
| 2007      | Dmytro Zavadsky       | Larisa Griga         | Valeriy Atrashchenkov Dmitry Miznikov      | Elena Nozdran Larisa Griga              | Vladislav Druzchenko Elena Nozdran        |
| 2008      | Dmytro Zavadsky       | Larisa Griga         | Vladislav Druzchenko Maksym Martynenko     | Elena Prus Larisa Griga                 | Dmytro Zavadsky Mariya Diptan             |
| 2009      | Dmytro Zavadsky       | Mariya Diptan        | Dmytro Zavadsky Vitaliy Konov              | Elena Prus Anna Kobceva                 | Dmytro Zavadsky Mariya Diptan             |
| 2010      | Valeriy Atrashchenkov | Mariya Diptan        | Vladislav Druzchenko Valeriy Atrashchenkov | Elena Prus Anna Kobceva                 | Dmytro Zavadsky Mariya Diptan             |
| 2011      | Dmytro Zavadsky       | Larisa Griga         | Vladislav Druzchenko Valeriy Atrashchenkov | Elena Prus Anna Kobceva                 | Valeriy Atrashchenkov Elena Prus          |
| 2012      | Dmytro Zavadsky       | Mariya Ulitina       | Vladislav Druzchenko Valeriy Atrashchenkov | Larisa Griga Anna Kobceva               | Vladislav Druzchenko Natalya Voytsekh     |
| 2013      | Dmytro Zavadsky       | Larisa Griga         | Valeriy Atrashchenkov Evgen Pochtarev      | Mariya Diptan Yelyzaveta Zharka         | Dmytro Zavadsky Mariya Diptan             |
| 2014      | Dmytro Zavadsky       | Mariya Ulitina       | Valeriy Atrashchenkov Gennadiy Natarov     | Natalya Voytsekh Yelyzaveta Zharka      | Valeriy Atrashchenkov Yelyzaveta Zharka   |
| 2015      | Dmytro Zavadsky       | Mariya Ulitina       | Artem Pochtarev Gennadiy Natarov           | Natalya Voytsekh Yelyzaveta Zharka      | Valeriy Atrashchenkov Yelyzaveta Zharka   |
| 2016      | Dmytro Zavadsky       | Mariya Ulitina       | Valeriy Atrashchenkov Dmytro Zavadsky      | Natalya Voytsekh Yelyzaveta Zharka      | Valeriy Atrashchenkov Yelyzaveta Zharka   |
| 2017      | Artem Pochtarev       | Mariya Ulitina       | Artem Pochtarev Gennadiy Natarov           | Elena Prus Yuliya Kazarinova            | Valeriy Atrashchenkov Yelyzaveta Zharka   |
| 2018      | Artem Pochtarev       | Mariya Ulitina       | Valeriy Atrashchenkov Artem Pochtarev      | Maryna Iljinska Yelyzaveta Zharka       | Valeriy Atrashchenkov Yelyzaveta Zharka   |
| 2019      | Artem Pochtarev       | Mariya Ulitina       | Valeriy Atrashchenkov Artem Pochtarev      | Maryna Iljinska Yelyzaveta Zharka       | Valeriy Atrashchenkov Yelyzaveta Zharka   |
| 2020      | Danylo Bosniuk        | Mariya Ulitina       | Vitaly Konov Oleksandar Shmundyak          | Natalya Voytsekh Mariya Ulitina         | Valeriy Atrashchenkov Valeriya Rudakova   |
| 2021      | Danylo Bosniuk        | Polina Buhrova       | Vitaliy Konov Oleksandar Shmundyak         | Polina Buhrova Yana Sobko               | Danylo Bosniuk Yevgeniya Paksyutova       |
| 2023      | Artem Pochtarev       | Polina Buhrova       | Vitaliy Konov Artem Pochtarev              | Polina Buhrova Evgenia Kantemir         | Valeriy Atrashchenkov Valeriya Rudakova   |
| 2024      | Artem Pochtarev       | Anastasia Alimova    | Vitaliy Konov Artem Pochtarev              | Polina Buhrova Evgenia Kantemir         | Ivan Druzchenko Natalya Voytsekh          |